# الویرا سادی
الویرا سادی (به انگلیسی: Elvira Saadi) ژیمناست زادهٔ ۲ ژانویهٔ ۱۹۵۲ میلادی اهل کشور شوروی است.